# Palinurus (mythologie)

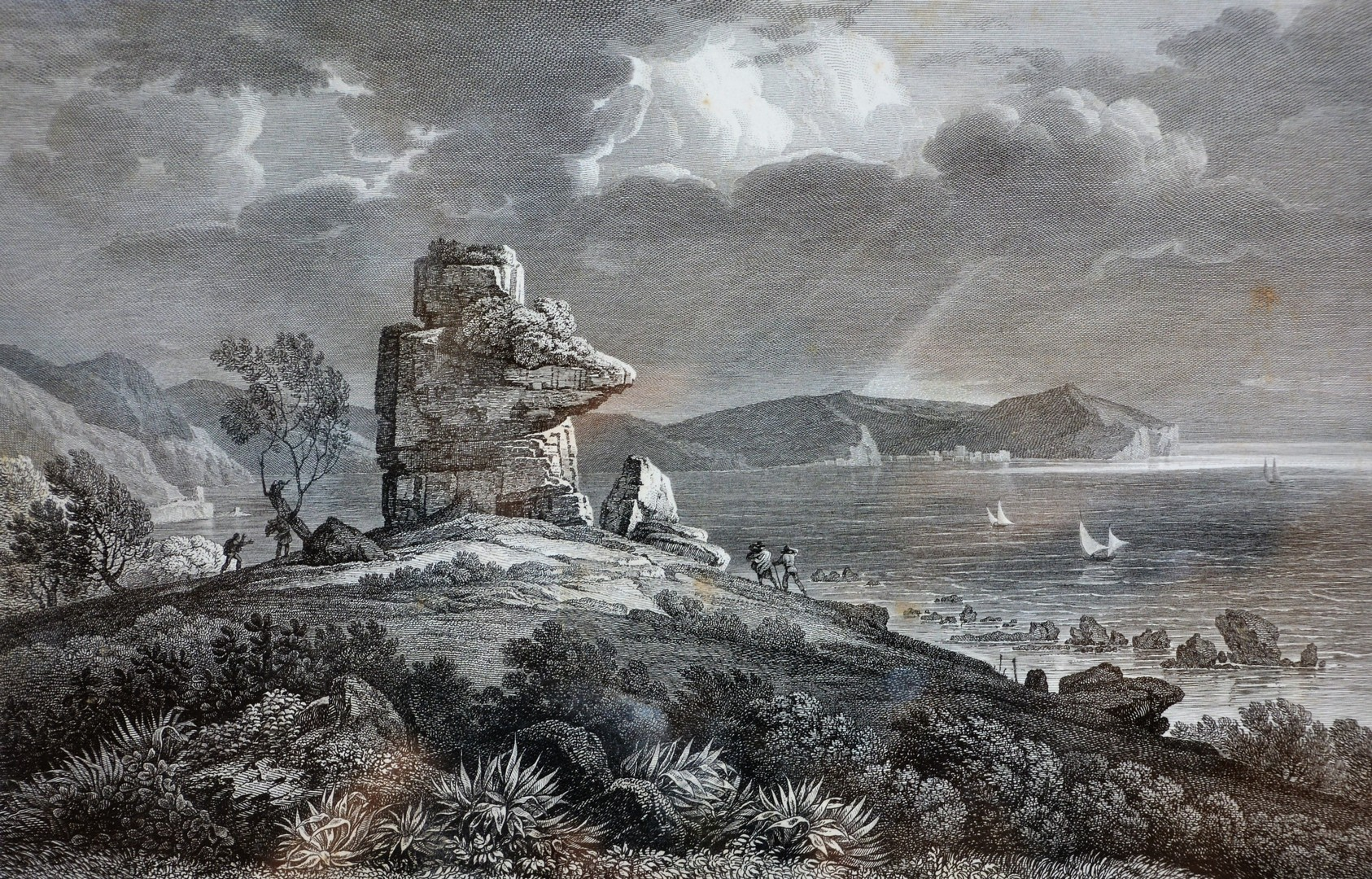
Wilhelm Gmelin: Palinurus komt aan land

Palinurus (in het Nederlands ook Palinuur) is een figuur uit de Griekse mythologie. Hij was de ongelukkige Trojaanse stuurman uit de Aeneis (zang VI) die aan het roer insliep, overboord viel en, op land aangekomen, vermoord werd.